# Mecyna luscitialis
Mecyna luscitialis is een vlinder uit de familie van de grasmotten (Crambidae), uit de onderfamilie van de Spilomelinae. De wetenschappelijke naam van deze soort is voor het eerst voorgesteld als Pyrausta luscitialis door William Barnes en James Halliday McDunnough in een publicatie uit 1914.
De soort komt voor in het westen van de Verenigde Staten.